# Mucharscy

Herb Gozdawa

Mucharscy Mirza (Murza) Mucharscy herbu Gozdawa – rodzina tatarska zamieszkująca w Rzeczypospolitej od końca XIV wieku. Znani heraldykowi Tuhan-Baranowskiemu, który wywodził ich z Tatarów nogajskich.
Nazwisko prawdopodobnie od chorążego Mustafy. Stanisław Dziadulewicz stwierdza jednak, że nazwisko Mucharskich zostało uformowane na początkach XVII wieku od imienia Mucharz (Mucharem) i że przodkiem ich był jeden z licznie występujących w lustracji Kiedyreja w okresie 1615–1630 Mucharemów „muślimów krwi szlachetnej”. Nie da się dziś jednak ustalić, do której z chorągwi tatarskich był przypisany. Brak bliższych danych nie pozwala stwierdzić także, czy byli oni przybyszami zza Wołgi czy z Krymu.
Zgodnie ze spisem rodzin szlacheckich Mucharscy w 1615 posiadali nieruchomości w Swisłoczy w powiecie grodzieńskim oraz Ostryniu. Mucharscy byli także właścicielami części Kruszynian i majątku Dębowej (nabyte w 1711).
Z dostępnych źródeł wiadomo, że dwóch Mucharskich było wojskowymi w 1658 i że szlachetny Józef Mucharski w 1691 był towarzyszem w chorągwi Stefana Murzy Baranowskiego. Z kolei Aleksander Mucharski w 1773 był towarzyszem w pułku straż przedniej wojsk koronnych. Liczni Mucharscy są pochowani na mizarze w miejscowości Słonim. W 1821 ród Mucharskich wywiódł się ze szlachectwa przed komisją rządową w Wołkowysku. W XIX wieku Mucharscy jako zamożni ziemianie dbali o dobre wykształcenie synów i córek zamożne rodziny ziemiańskie i urzędnicze Tatarów zaczęły kształcić nawet córki […] Rozpoczął się proces formowania inteligencji muzułmańskiej wywodzącej się z Tatarów polsko-litewskich głównie z dawnych litewskich Tatarów hospodarskich. Najliczniej reprezentowane były rodziny najstarszych skupisk tatarskich na terenie Wielkiego Księstwa Litewskiego, rodziny Achmatowiczów, Kryczyńskich, Mucharskich, Muchlów, Tylkowskich i Tuhan-Baranowskich¹.
W 1907 Adam Mucharski syn Abrahama nabył w drodze licytacji gospodarstwo położone w Bohonikach pozostałe po śmierci Aleksandra Masłowskiego o powierzchni 24,5 dziesięciny w 1914. Zgodnie z rejestrem pomiarowym z 1930 gospodarstwo liczyło jedynie 6 hektarów i 97 metrów wobec czego zostało zaliczone do „drobnoszlacheckich”. W okresie II Rzeczypospolitej rodzina Mucharskich zamieszkiwała również w miejscowości Skidel pow. grodzieński. W 1941 Jan Mucharski wraz z rodziną przedostał się do Białegostoku z terenów zajętych przez Związek Sowiecki. Obecnie Mucharscy mieszkają w Białymstoku, Gdańsku, Warszawie oraz we Wrocławiu i Żywcu.
Najbardziej znanymi członkami rodziny są Stefan Mucharski – działacz społeczny. Był przewodniczącym Muzułmańskiego Związku Religijnego w Rzeczypospolitej Polskiej oraz Związku Tatarów Rzeczypospolitej Polskiej.
Aleksander Mucharski – Tatar, absolwent Uniwersytetu w Kijowie, w latach 1909–1916 współpracował z założonym przez Leona Kryczyńskiego Kołem Akademików Tatarów Polskich na Uniwersytecie w Petersburgu. Wiceprezes Związku Tatarów Polski, Litwy, Białorusi i Ukrainy. Współzałożyciel tego związku w St. Petersburgu w 1917 wraz Aleksandrem Achmatowiczem, Ibrahimem Miśkiewiczem, Aleksandrem Aleksandrowiczem, Bohdanem Adamowiczem i Józefem Bazarewiczem. Brał udział w tworzeniu rządu Krymskiej Republiki Ludowej przez premiera Macieja Sulkiewicza. Odpowiadał za rynek prasy i wydawanie „Krymu” oraz „Krymskiej Gazety Rządowej”. Członek Demokratycznej Partii Niepodległości. Po upadku Republiki Krymskiej brał udział w obronie przed Armią Czerwoną Republiki Azerbejdżańskiej. W 1920 pełnił w Azerbejdżanie funkcję dyrektora kancelarii w ministerstwie handlu.
Aleksander Mucharski – Tatar, pułkownik wojsk rosyjskich cara Mikołaja II, jeden z dowódców Port Artur podczas wojny rosyjsko-japońskiej z 1905, zginął w bitwie, pogrzeb odbył się 1905 w Polsce w Kruszynianach na koszt Mikołaja II.
Aleksander Mucharski – Tatar, właściciel majątku w Swisłoczy, powiat grodzieński, ożenił się z Rukszą Milkomanowiczówną właścicielka majątku w Ostryniu. Mieli troje dzieci: Ewę zamężna za Assanowicza z Czasowszczyzny, Bekira ożenionego z Termią Milkomanowiczówną, Tamerlana, który zmarł w młodości. Bekir miał pięcioro dzieci: Ewę in voto za Radeckim, Adama żonatego z Marią Milkomanowiczówną, był dyrektorem Departamentu Kontraktów Państwowych w Azerbejdżanie w 1920, mieszkał w Baku, córka Lola, Dawida który był sztabskapitanem oraz Sulejmana porucznika W.P. w Modlinie (obecnie pochowany na cmentarzu tatarskim w Warszawie w stopniu pułkownika.
Alaskier Mucharski – Tatar, prawnik, szt. kapitan, członek parlamentu Krymu, żonaty z Chalecką, primo voto Smalską, w latach 20. XX wieku mieszkał w Kazaniu.
Aleksander Mucharski – syn Eliasza, z Tatarów pow. grodzieńskiego, ur. ok. 1739, był towarzyszem w Pułku Litewsko-Tatarskim od 1797.
Mahmet Mucharski – syn Mustafy, z Tatarów pow. grodzieńskiego, ur. 1779, był towarzyszem w Pułku Litewsko-Tatarskim od 1798.